# Michael Morris, 3. Baron Morris
Michael David Morris, 3. Baron Morris (* 9. Dezember 1937; † 5. Mai 2011) war ein britischer Peer und Politiker (Conservative Party).

## Leben
Morris wurde am 9. Dezember 1937 als Sohn von Michael William Morris, 2. Baron Morris und Jean Beatrice Maitland Makgill Crichton geboren. Die Eltern ließen sich 1946 scheiden. Michael Morris besuchte die Downside School, eine katholische Privatschule, in Stratton-on-the-Fosse in der Grafschaft Somerset.
Morris war Fellow des Institute of Chartered Accountants (FCA).
Morris war insgesamt viermal verheiratet. Am 11. November 1959 heiratete er Denise Eleonore Richards, die einzige Tochter von Morley Richards. Die Ehe wurde 1961 geschieden. Am 4. September 1961 heiratete er Jennifer Gilbert, einzige Tochter von Major (Squadron Leader) Tristram Gilbert. Aus dieser Ehe gingen zwei Kinder hervor. Diese Ehe wurde 1969 geschieden. Er heiratete am 25. Juni 1980 in dritter Ehe Juliet Susan Buckingham, die Zwillingstochter von Anthony Buckingham. Sie hatten zusammen zwei Söhne und eine Tochter, darunter den späteren Titelerben Thomas Anthony Salmon Morris (* 1982).
1999 heiratete er Nicola Mary Watkins, die einzige Tochter von Colin Morgan Watkins. Mit ihr war er bis zu seinem Tod verheiratet.
Morris starb am 5. Mai 2011 im Alter von 73 Jahren. Den Titel des Baron Morris erbte sein Sohn als Thomas Morris, 4. Baron Morris.

## Mitgliedschaft im House of Lords
Er erbte den Titel seines Vaters und den damals damit verbundenen Sitz im House of Lords am 11. März 1975, als dieser starb. Im House of Lords saß er für die Conservative Party.
Während der Sitzungsperiode von 1997 bis 1998 war er nicht im Oberhaus anwesend. In der Sitzungsperiode von 1998 bis 1999 sprach er am 2. Dezember 1998 den Eid und war fast täglich bei den Sitzungen anwesend.
Seine Mitgliedschaft endete durch den House of Lords Act 1999 am 11. November 1999.